# Jefferson à Paris
Pour plus de détails, voir Fiche technique et Distribution.
Jefferson à Paris (Jefferson in Paris) est un film franco-américain réalisé par James Ivory et sorti en 1995.

## Synopsis
Évocation de la vie de Thomas Jefferson, ambassadeur des États-Unis à la cour de France entre 1785 et 1789. Il a 41 ans quand, en 1784, il arrive de Virginie accompagné de sa fille aînée Patsy et d'un de ses esclaves, James Hemings. Sa femme est morte deux ans plus tôt, et huit ans auparavant il a rédigé et signé la Déclaration d'indépendance.

## Fiche technique
- Titre : Jefferson à Paris
- Titre original : Jefferson in Paris
- Réalisation : James Ivory
- Scénario : Ruth Prawer Jhabvala
- Production: Ismail Merchant
Humbert Balsan (coproducteur)
 Paul Bradley et Donald Rosenfeld (producteur exécutif)
- Société de production : Merchant Ivory Productions pour Touchstone Pictures
- Budget : 14 millions de dollars (10,27 millions d'euros)
- Musique : Richard Robbins
- Musique baroque : Antonio Sacchini, Marc-Antoine Charpentier, Jacques Duphly, Arcangelo Corelli, Maria Cosway
- Photographie : Pierre Lhomme
- Montage :  Andrew Marcus et Isabelle Lorente
- Décors : Guy-Claude François
- Costumes : Jenny Beavan et John Bright
- Pays d'origine :  France,  États-Unis
- Format : couleurs - 1,85:1 - Dolby Digital - 35 mm
- Genre : drame
- Durée : 139 minutes
- Dates de sortie : 31 mars 1995 (États-Unis), 17 mai 1995 (France)

## Distribution
- Nick Nolte (VF : Jean-Pierre Bouvier) : Thomas Jefferson
- Greta Scacchi : Maria Cosway
- Thandiwe Newton : Sally Hemings
- Gwyneth Paltrow : Patsy Jefferson
- Seth Gilliam : James Hemings
- Michael Lonsdale : Louis XVI
- Charlotte de Turckheim : Marie Antoinette
- Simon Callow : Richard Cosway
- Lambert Wilson : le marquis de La Fayette
- James Earl Jones (VF : Benoît Allemane) : Madison Hemings
- Nancy Marchand : L'abbesse
- Beatrice Winde : Mary Hemings
- Tim Choate : le reporter
- Jean-Pierre Aumont : d'Hancarville
- Elsa Zylberstein : Adrienne de La Fayette

et aussi :
- Nicolas Silberg : Monsieur Short
- Catherine Samie : une cuisinière
- Stanislas Carré de Malberg : le chirurgien
- Frédéric van den Driessche, Humbert Balsan, Michel Rois : Officers mutilés
- Bob Sessions : James Byrd
- Marc Tissot : le chef de chantier
- Christopher Thompson : l'interprète
- Jean-François Perrier, Éric Génovèse, Bruno Putzulu, Philippe Mareuil, Philippe Bouclet : Les aristocrates libéraux
- Steve Kalfa : Dr. Guillotin
- André Julien, Jacques Herlin : les savants
- Elisabeth Kaza, Agathe de La Boulaye : Les joueuses de cartes
- Damien Groell : le dauphin
- Vernon Dobtcheff : l'interprète du roi
- Matilde Vitry, Catherine Chevalier, Laure Killing : Les dames de la cour
- Philippe Girard, Eric Berg : Les espions de la poste
- Olivia Bonamy, Sarah Mesguich, Virginie Desarmault : les élèves
- Sylvia Bergé, Philippine Leroy-Beaulieu, Martine Sarcey, Céline Samie, Jean-Marie Lhomme, Luke Pontifell, Scott Thrun : Head and Heart Game
- Daniel Mesguich : Mesmer
- Ismail Merchant : l'ambassadeur du sultan Tipoo
- Thibault de Montalembert, Yan Duffas : assistants
- Martine Chevallier : Mademoiselle Contat
- Valérie Lang : la folle
- Vincent Cassel : Camille Desmoulins
- Jean Dautremay : le marchand
- Elisabeth Lanvin et Stéphane Lanvin : des paysans.
- Marie-Laurence

et musiciens, chanteurs et danseurs (scènes opéra, église, party)
- William Christie : Chef d'orchestre de l'opéra Dardanus de Sacchini
- Les Arts Florissants : Ensemble baroque
Jory Vinikour, Simon Heyerick, Bernadette Charbonnier, Emmanuel Balssa, Hiro Kurosaki
- Jean-Paul Fouchécourt : Dardanus
- Sandrine Piau, Sophie Daneman : Chanteuse ("In Hoc Feste" de Marc-Antoine Charpentier
- Compagnie Fêtes Galantes (Françoise Denieau, Natalie Van Parys, George Keraghel, Nick N'Guyen) : Danseurs

## Autour du film
- De nombreuses scènes extérieures furent tournées au CHU Kremlin-Bicêtre. En effet, cet hôpital possède de nombreux bâtiments anciens, ainsi que des parties pavées. Tournage aussi au château de Chantilly.
- À noter, l'apparition de Laure Marsac dans le rôle de la jeune duchesse.
- Michael Lonsdale y interprète Louis XVI, qui avait alors 30 ans, alors que l’acteur avait 64 ans.

## Distinctions
- Sélection officiel du Festival de Cannes 1995.